# Volo Colgan Air 3407
Il volo Colgan Air 3407, o anche volo Continental Connection 3407, era un collegamento di linea della compagnia aerea statunitense Colgan Air operato con un Bombardier Q400 in livrea Continental Connection. L'aereo, il 12 febbraio 2009, era decollato dall'aeroporto Internazionale di Newark-Liberty, New Jersey, e doveva atterrare all'aeroporto Internazionale di Buffalo-Niagara, New York.
L'aereo, alle 22:10 locali, precipitò su una casa nel nord dello stato di New York a Clarence, vicino a Buffalo, uccidendo 50 persone: 45 passeggeri, 4 membri dell'equipaggio e un abitante dell'edificio colpito dall'aereo al 6050 di Long Street.
Le successive indagini condotte dall'NTSB indicarono come probabile causa dell'incidente un errore dei piloti dovuto all'affaticamento a cui erano sottoposti. In particolare, avrebbero reagito in modo inappropriato all'avviso di stallo.
Le famiglie delle vittime dell'incidente esercitarono pressioni sul Congresso degli Stati Uniti per emanare regolamenti più severi per i vettori regionali e migliorare il controllo delle procedure operative sicure e delle condizioni di lavoro dei piloti. La legge sull'estensione amministrativa della sicurezza aerea e dell'aviazione federale del 2010 (diritto pubblico 111-216) richiese alcune di queste modifiche normative.
Al momento dell'incidente, si è trattato del peggior disastro aereo che ha coinvolto il Bombardier Q400 fino allo schianto del volo US-Bangla Airlines 211 nel 2018.

## Contesto
Il volo Colgan Air 3407 (9L/CJC 3407) era commercializzato come volo Continental Connection 3407. Aveva subito un ritardo di due ore, partendo alle 21:18 Eastern Standard Time (02:18 UTC), in rotta dall'aeroporto Internazionale di Newark Liberty a quello di Buffalo-Niagara.
L'aereo coinvolto era un bimotore turboelica Bombardier Q400, codice di registrazione N200WQ, era stato prodotto nel febbraio 2008 e consegnato alla Colgan il 16 aprile dello stesso anno.
Questo è stato il primo incidente mortale per un volo passeggeri della Colgan Air dalla sua fondazione nel 1991. Un precedente volo di riposizionamento, senza passeggeri, si era schiantato al largo di Cape Cod, in Massachusetts, nell'agosto 2003, uccidendo entrambi i membri dell'equipaggio a bordo. L'unico incidente precedente che aveva coinvolto un volo passeggeri Colgan Air si era verificato all'aeroporto LaGuardia, quando un altro aereo si era scontrato con il velivolo della Colgan durante il rullaggio, provocando lievi ferite ad un assistente di volo.
Il comandante Marvin Renslow, 47 anni, originario di Lutz, Florida, era il pilota in comando, mentre Rebecca Lynne Shaw, 24 anni, di Maple Valley, stato di Washington, era il primo ufficiale. L'equipaggio di cabina era composto da due assistenti di volo. Il comandante Renslow era stato assunto a settembre 2005 e aveva accumulato 3 379 ore di volo totali, di cui 111 come comandante sul Q400. Il primo ufficiale Shaw era stata assunta nel gennaio 2008 registrando 2 244 ore, 774 delle quali su velivoli a turbina, incluso il Q400.
A bordo erano presenti due passeggeri canadesi, un passeggero cinese e un passeggero israeliano. I restanti 41 passeggeri, così come i membri dell'equipaggio, erano americani.

## L'incidente

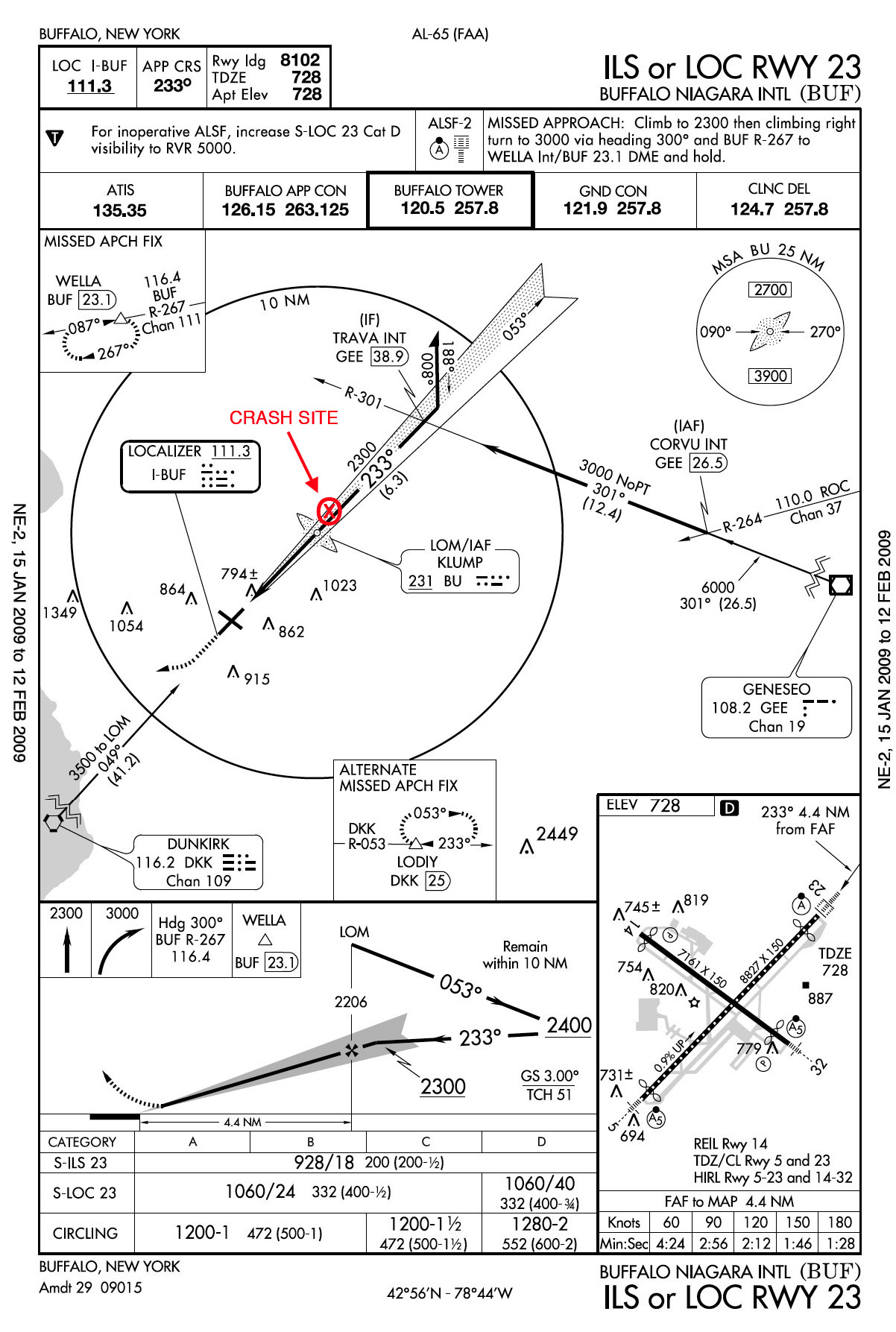
Cartina di avvicinamento dell'FAA riguardante l'avvicinamento ILS/LOC alla pista 23 dell'aeroporto internazionale di Buffalo Niagara (KBUF). Il volo si è precipitato (contrassegnato in rosso) vicino all'indicatore esterno del localizzatore (LOM) (identificatore: "KLUMP") a circa cinque miglia nautiche dalla soglia della pista 23.

Poco dopo aver ricevuto l'autorizzazione per un avvicinamento ILS alla pista 23 dell'aeroporto Internazionale di Buffalo-Niagara, il velivolo scomparve dai radar. Il bollettino meteorologico riportava neve leggera e nebbia con vento a 15 nodi (28 km/h). Il sistema antighiaccio era stato attivato 11 minuti dopo il decollo. Poco prima dell'incidente, i piloti discussero di un significativo accumulo di ghiaccio sulle ali e sul parabrezza dell'aereo. Altri due velivoli riportarono condizioni di ghiaccio nel momento dell'incidente.
L'ultima trasmissione radio del Q400 avvenne quando il primo ufficiale confermò un'istruzione di routine per passare alla frequenza radio della torre di controllo. L'aereo si trovava a 3 miglia (4,8 km) a nord-est del radiofaro KLUMP (vedi diagramma sopra) in quel momento. L'incidente avvenne 41 secondi dopo l'ultima trasmissione. Poiché il controllore di avvicinamento non era stato in grado di ottenere ulteriori risposte dal volo, venne richiesta l'assistenza del volo Delta Air Lines 1998 e del volo US Airways 1452. Nessuno dei due fu in grado di individuare l'aereo scomparso.
Dopo l'autorizzazione per l'avvicinamento finale, i piloti estesero il carrello di atterraggio e i flap a 5°. Il registratore dei dati di volo (FDR) indicò che la velocità era rallentata a 145 nodi (269 km/h). Allora il comandante Renslow chiese di aumentare i flap a 15°. La velocità continuò a diminuire fino a 135 nodi (250 km/h). Sei secondi dopo, lo stick shaker dell'aereo si attivò, avvertendo di uno stallo imminente, poiché la velocità stava rallentando fino a 131 nodi (243 km/h). Renslow rispose tirando bruscamente indietro la barra di comando, seguito da un aumento della spinta al 75% della potenza, invece di abbassare il muso e applicare la massima potenza, la corretta tecnica di recupero dallo stallo. Quell'azione impropria alzò ulteriormente il muso, aumentando il carico G e la velocità di stallo. Lo stick pusher si attivò (lo stick pusher del Q400 applica un input della cloche con il muso in basso dell'aereo per diminuire l'angolo di attacco dell'ala (AOA) dopo uno stallo aerodinamico), ma il comandante non seguì il sistema di sicurezza e non smise di tirare indietro i comandi di volo. Il primo ufficiale Shaw ritirò i flap senza consultare il suo superiore, rendendo ancora più difficile il recupero.

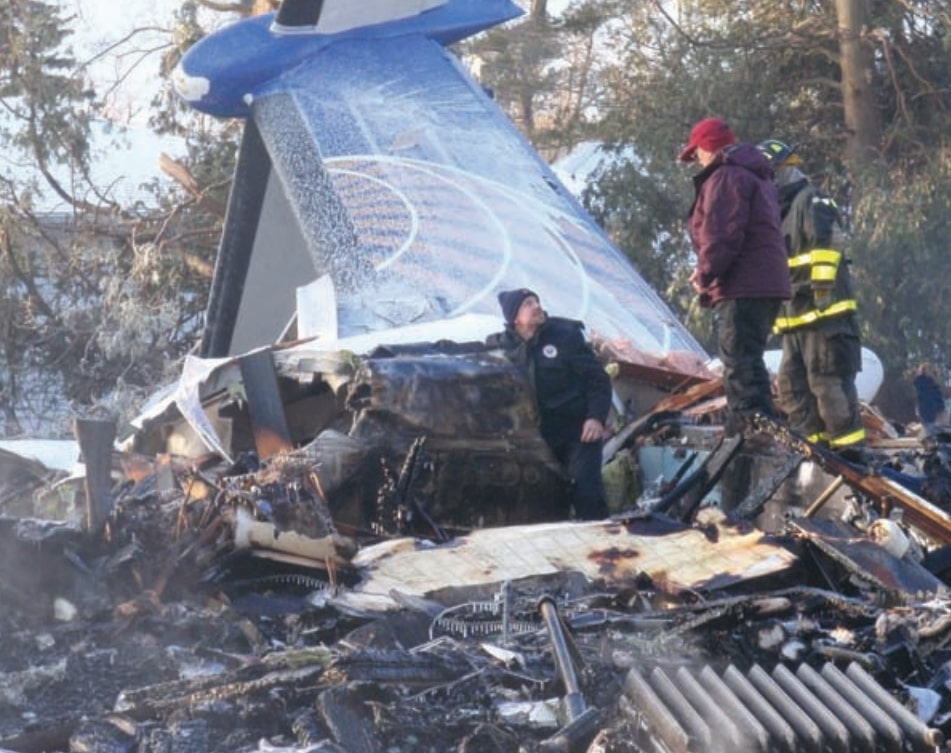
Luogo dell'incidente del volo 3407, che mostra l'impennaggio verticale vicino a una casa.

Nei suoi ultimi istanti, il turboelica salì di 31°, poi scese di 25°, quindi ruotò a sinistra di 46° e rigirò a destra di 105°. Gli occupanti a bordo sperimentarono forze g stimate di quasi 2 G. L'equipaggio non dichiarò alcuna emergenza, poiché perse rapidamente quota e si schiantò contro una casa privata al 6038 di Long Street, a circa 5 miglia (8,0 km) dalla fine del pista, con il muso puntato lontano dall'aeroporto. L'aereo prese fuoco, mentre i serbatoi del carburante si ruppero all'impatto, distruggendo la casa di Douglas e Karen Wielinski e la maggior parte dell'aereo. Douglas rimase ucciso, mentre sua moglie Karen e la loro figlia Jill riuscirono a fuggire con ferite lievi. Si verificarono pochissimi danni alle case circostanti, sebbene i lotti in quella zona fossero larghi solo 18,3 metri. La casa era vicina alla Clarence Center Fire Company, quindi il personale delle emergenze fu in grado di rispondere rapidamente. Due vigili del fuoco rimasero feriti e 12 case vicine dovettero essere evacuate.

## Vittime

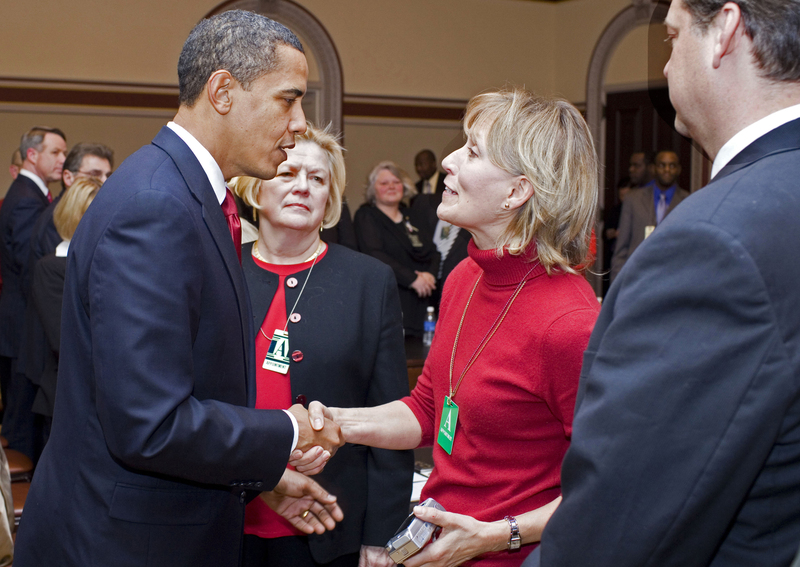
L'allora presidente degli Stati Uniti Barack Obama strinse la mano a Beverly Eckert sei giorni prima dell'incidente.

Un totale di 50 persone perse la vita, compresi i 49 passeggeri e l'equipaggio a bordo quando l'aereo si distrusse nell'impatto, e il residente della casa colpita. Ci furono anche quattro feriti a terra, comprese altre due persone all'interno dell'abitazione al momento dello schianto. Tra i morti c'erano:
- Alison Des Forges, investigatrice dei diritti umani ed esperta del genocidio ruandese.[12][28]
- Beverly Eckert, che era diventata co-presidente del 9/11 Family Steering Committee e leader di Voices of September 11 dopo che suo marito Sean Rooney rimase ucciso negli attacchi dell'11 settembre. Eckert era in viaggio per Buffalo per celebrare il 58º compleanno del marito e nominare una borsa di studio in sua memoria alla Canisius High School.[12][29]
- Gerry Niewood e Coleman Mellett, musicisti jazz in viaggio per un concerto con Chuck Mangione e la Buffalo Philharmonic Orchestra.[12]
- Susan Wehle, la prima cantrice americana del Rinnovamento Ebraico.[30]

## Reazioni
- Colgan Air istituì un numero telefonico per le famiglie e gli amici delle persone colpite da chiamare il 13 febbraio e venne aperto un centro di assistenza familiare presso il Cheektowaga Senior Center di Cheektowaga, New York.[31] La Croce Rossa Americana aprì dei centri di accoglienza a Buffalo e Newark dove i membri delle famiglie coinvolte potevano ricevere sostegno da operatori della salute mentale e spirituali.[32]
- Nel pomeriggio, la Camera dei rappresentanti degli Stati Uniti tenne un momento di silenzio per le vittime e le loro famiglie.[33]
- La squadra di hockey su ghiaccio professionale di Buffalo, i Buffalo Sabres, tenne un momento di silenzio prima della partita in programma la sera successiva contro i San Jose Sharks.[34]
- L'Università di Buffalo, che perse nello schianto 11 passeggeri e suoi ex dipendenti, docenti o ex studenti e 12 loro familiari, tenne una cerimonia commemorativa il 17 febbraio 2009.[35][36] Venne indossata una banda con il numero del volo sulle divise dei giocatori di UB per il resto della stagione di basket.
- L'undicesima preside del Buffalo State College, Muriel Howard, rilasciò una dichiarazione riguardante i 6 alunni morti sul volo 3407. Beverly Eckert si era laureata nel 1975 alla Buffalo State.[37]
- Il 4 marzo 2009, il governatore di New York David Paterson propose la creazione di un fondo per borse di studio a beneficio dei bambini e delle persone a carico delle 50 vittime dell'incidente. La borsa di studio commemorativa del volo 3407 avrebbe coperto i costi per un massimo di 4 anni di studio universitario presso una scuola SUNY o CUNY, un college o università privata a New York.[38]
- L'incidente è stato la base per un episodio di Frontline, un programma della PBS, sull'industria aerea regionale. Nell'episodio sono state discusse questioni relative alla regolamentazione delle Compagnie Aeree Regionali, ai requisiti di formazione, alla sicurezza e alle condizioni di lavoro. Sono stati discussi anche i principi operativi delle Compagnie Aeree Regionali e gli accordi tra queste ultime e le Compagnie Aeree Principali.[39]

## L'indagine
Il National Transportation Safety Board (NTSB) avviò la sua inchiesta il 13 febbraio, con un team di 14 investigatori. Sia il registratore dei dati di volo (FDR) che il registratore di voci della cabina di pilotaggio (CVR) vennero recuperati e analizzati a Washington, DC.

### Stick shaker
I dati estratti dall'FDR rivelarono che l'aereo aveva subito delle forti oscillazioni di beccheggio e rollio poco dopo l'estensione dei flap e del carrello di atterraggio, seguite dall'attivazione dello stick shaker. L'aereo cadde per 800 piedi (240 m), quindi si schiantò su una direzione nord-est, opposta all'avvicinamento diretto all'aeroporto. Gli occupanti sperimentarono accelerazioni stimate fino a 2 g prima dell'impatto.
Le temperature gelide resero difficile l'accesso ai rottami dell'incidente. Vennero utilizzate delle stufe portatili per sciogliere il ghiaccio lasciato a seguito dell'intervento dei vigili del fuoco. I resti umani vennero rimossi e poi finalmente identificati, per un periodo di diverse settimane con il supporto di studenti di antropologia forense. La cabina di pilotaggio aveva subito la parte peggiore dell'impatto, mentre la cabina principale era stata in gran parte distrutta dall'incendio che ne seguì. I passeggeri nella parte posteriore erano ancora allacciati ai sedili.

### Autopilota
L'autopilota aveva il controllo fino a quando non si era disconnesso automaticamente all'attivazione dello stick shaker. L'NTSB non trovò prove di gravi condizioni di ghiaccio, che avrebbero richiesto ai piloti di volare manualmente. La Colgan raccomandava ai suoi piloti di volare manualmente in condizioni di ghiaccio e richiedeva loro di farlo in condizioni di ghiaccio intenso. Nel dicembre 2008, l'NTSB emise un bollettino di sicurezza sul pericolo di mantenere l'autopilota attivato in condizioni di ghiaccio. Far volare l'aereo manualmente era essenziale per garantire che i piloti fossero in grado di rilevare i cambiamenti nelle caratteristiche di manovrabilità dell'aereo, chiari segnali di avvertimento dell'accumulo di ghiaccio.
Successivamente si stabilì che l'interruttore dello stick shaker era stato impostato in modo errato, e che il sistema non avrebbe dovuto scattare a questo punto. Dopo che il comandante Renslow reagì in modo inappropriato allo stick shaker, si attivò lo stick pusher. Come previsto, spinse il muso verso il basso quando percepì che uno stallo era imminente, ma il comandante reagì nuovamente in modo sbagliato e annullò quel dispositivo di sicurezza aggiuntivo tirando indietro di nuovo la barra di comando, provocando lo stallo e lo schianto dell'aereo.

### Addestramento del pilota
L'11 maggio 2009 vennero rilasciate delle informazioni sull'addestramento del comandante Renslow. Secondo un articolo del Wall Street Journal, prima di essere assunto dalla Colgan Air, aveva fallito tre "voli di controllo", inclusi alcuni al programma di formazione della Gulfstream International, e "persone vicine alle indagini" suggerirono che potrebbe non essere stato adeguatamente addestrato per rispondere all'emergenza. Gli investigatori esaminarono il possibile affaticamento dell'equipaggio. Renslow sembrava aver dormito all'aeroporto di Newark prima del giorno della partenza del volo dell'incidente alle 21:18. Il primo ufficiale Shaw fece la pendolare da Seattle a Newark prendendo un volo notturno. Questi risultati durante l'indagine portarono l'FAA a pubblicare un "invito all'azione" per migliorare le pratiche dei vettori regionali.

### Disattenzione
In risposta alle domande dell'NTSB, i funzionari di Colgan Air riconobbero che entrambi i piloti apparentemente non stavano prestando molta attenzione alla strumentazione dell'aereo e non avevano seguito adeguatamente le procedure della compagnia aerea per gestire uno stallo imminente. "Credo che il capitano Renslow avesse intenzione di atterrare sano e salvo a Buffalo, così come il primo ufficiale Shaw, ma ovviamente in quegli ultimi istanti... gli strumenti di volo non venivano monitorati, e questo è indice di una mancanza di consapevolezza situazionale", come affermato da John Barrett, direttore degli standard di volo di Colgan.
La trascrizione ufficiale delle comunicazioni dell'equipaggio, ottenuta dal CVR, nonché una rappresentazione animata dell'incidente, costruita utilizzando i dati dell'FDR, sono state rese disponibili al pubblico il 12 maggio 2009. Alcune delle comunicazioni dell'equipaggio violavano le regole federali riguardo alle conversazioni non essenziali.

### Problemi previsti
Il 3 giugno 2009, il New York Times pubblicò un articolo che descriveva in dettaglio i reclami sulle operazioni di Colgan da parte di un ispettore della FAA che aveva osservato i voli di prova nel gennaio 2008. Come in un precedente incidente della FAA che gestiva i reclami di altri ispettori, i rapporti dell'ispettore in questione vennero rinviati e l'uomo è stato retrocesso. L'incidente era oggetto di indagine da parte dell'Office of Special Counsel (OSC), l'agenzia responsabile delle denunce degli informatori federali del governo degli Stati Uniti. Il 5 agosto 2009, l'OSC pubblicò un rapporto in cui affermava che la rimozione dell'ispettore dalla squadra di ispezione di Colgan era corretta.

### Il rapporto finale
Il 2 febbraio 2010 l'NTSB pubblicò il suo rapporto finale, descrivendo i dettagli della sua indagine e portando a 46 conclusioni specifiche.
Una conclusione determinava che sia il comandante che il primo ufficiale erano stanchi al momento dell'incidente, ma l'NTSB non fu in grado di determinare quanto abbia degradato le loro prestazioni.
Tra queste conclusioni c'era il fatto che sia il comandante che il primo ufficiale avevano risposto all'avviso di stallo in modo contrario al loro addestramento. L'NTSB non era stato in grado di spiegare perché il primo ufficiale avesse ritratto i flap e suggerito di fare lo stesso anche con il carrello d'atterraggio, sebbene avesse riscontrato che l'attuale addestramento allo stallo durante l'avvicinamento non era adeguato.
Questi risultati furono immediatamente seguiti dalla dichiarazione "Causa probabile": la risposta inappropriata del comandante all'attivazione dello stick shaker, che aveva portato ad uno stallo aerodinamico dal quale l'aereo non si è ripreso. All'incidente avevano contribuito (1) l'incapacità dell'equipaggio di condotta di monitorare la velocità rispetto alla posizione in aumento del segnale di bassa velocità, (2) l'incapacità dell'equipaggio di condotta di aderire alle procedure della cabina di pilotaggio sterile, (3) l'incapacità del comandante di gestire il volo e (4) la procedura inadeguata di Colgan Air per la selezione e la gestione della velocità durante gli avvicinamenti in condizioni di ghiaccio.
Il presidente dell'NTSB Deborah Hersman, pur concordando, chiarì che considerava la fatica un fattore determinante. Affrontò i 20 anni in cui la fatica era rimasta nell'elenco delle cause di incidenti più ricercate da risolvere per la sicurezza dei trasporti da parte dell'NTSB, durante i quali non è stata intrapresa alcuna azione significativa dalle autorità di regolamentazione in risposta ai cambiamenti nella tolleranza per l'abuso di alcol nello stesso periodo, osservando che l'impatto sulle prestazioni dovute alla stanchezza e all'alcool erano simili.
Tuttavia, il vicepresidente Christopher A. Harte e il membro del Board Robert L. Sumwalt III non erano d'accordo con Hersman riguardo all'inclusione della fatica come fattore contribuente, sulla base del fatto che le prove non erano sufficienti per supportare tale conclusione. In particolare, lo stesso tipo di errori del pilota e violazioni delle procedure operative standard erano stati riscontrati in altri incidenti in cui la fatica non era un fattore determinante.

## Eredità
La FAA propose o implementò diverse modifiche alle regole a seguito dell'incidente del volo 3407, tra cui:
- Una revisione sulle regole riguardo la fatica dei piloti.
- Una modifica alle regole che richiede a tutti i piloti di linea (sia il comandante che il primo ufficiale) di possedere dei certificati di pilota di trasporto aereo (ATP), che avrebbe aumentato l'esperienza minima per i primi ufficiali da 250 ore a 1 500 ore nella maggior parte dei casi di esperienza di volo. (Questa regola non avrebbe influenzato l'equipaggio in questo incidente, poiché entrambi i piloti erano certificati come ATP e avevano più di 1 500 ore di esperienza).[55][56]
- Un cambiamento nel modo in cui vengono esaminati gli stalli aerodinamici nei simulatori di volo.
- Gli investigatori hanno anche considerato gli standard dei test pratici per la certificazione ATP, che consentivano una perdita di altitudine non superiore a 100 piedi (30 m) in uno stallo simulato. L'NTSB teorizzò che a causa di questa bassa tolleranza in un ambiente di simulazione testato, i piloti potrebbero aver temuto la perdita di quota in uno stallo, e quindi si sono concentrati principalmente sulla prevenzione di tale perdita, anche a scapito del recupero dallo stallo stesso. I nuovi standard successivamente emessi dalla FAA eliminano qualsiasi clausola specifica sulla perdita di quota, richiedendo invece una "perdita minima di quota" in uno stallo. Un esaminatore riferì ad una rivista di aviazione che non gli è permesso bocciare nessun candidato per aver perso quota in uno stallo simulato, a condizione che il pilota sia in grado di riguadagnare la quota originale.
- L'NTSB emanò delle raccomandazioni sulla sicurezza alla FAA per rafforzare il modo in cui le compagnie aeree controllano i precedenti dei candidati piloti, inclusa la richiesta ai precedenti datori di lavoro di divulgare i registri di addestramento e le registrazioni di eventuali fallimenti precedenti. Il Congresso prese atto di queste raccomandazioni e le incluse in un emendamento dell'agosto 2010 al Pilot Record Improvement Act (PRIA) che richiedeva alla FAA di registrare i fallimenti dell'addestramento in un database nazionale dei record dei piloti (PRD), il che aiuterebbe le compagnie aeree a identificare i candidati pilota come il capitano Renslow, che durante la sua carriera ebbe diversi fallimenti di formazione presso diverse compagnie aeree.[57]

Il Congresso ha stanziato 24 milioni di dollari per contribuire a facilitare la creazione del PRD. Ma 11 anni dopo, nonostante le pressioni di un gruppo di parenti delle vittime di un incidente aereo e di un altro incidente aereo in cui un pilota nascose i suoi dati di addestramento, la FAA non aveva ancora completato il PRD come indicato dall'NTSB. È stato solo nel maggio 2021 che la FAA ha introdotto il PRD.
Nel febbraio 2019, per celebrare il decimo anniversario dell'incidente, si sono svolte cerimonie a Buffalo e nell'area circostante in ricordo delle vittime.

## Nella cultura di massa
Il volo Colgan Air 3407 è stato analizzato nella puntata Aereo in stallo della decima stagione del documentario Indagini ad alta quota trasmesso dal National Geographic Channel.